# Milena Quaglini
Milena Quaglini (Mezzanino, 25 de marzo de 1957-Vigevano, 16 de octubre de 2001) fue una asesina en serie italiana. En la segunda mitad de los años 1990 mató a tres hombres que la habían acosado sexualmente y habían abusado de ella. Se suicidó en la cárcel mientras cumplía condena. En los medios sensacionalistas se la denominó la viuda negra de Pavía.

## Biografía

### Juventud
Nacida en Mezzanino, cerca de Broni en el Oltrepò pavese
se graduó en contaduría en Pavía. A los 19 años se escapó de casa, huyendo de un padre alcohólico y muy violento con su esposa y su hija, viviendo entre Como y Lodi, trabajando ocasionalmente como cajera, cuidadora y limpiadora.

### Matrimonios
Se casó felizmente y tuvo un hijo, Dario, pero su marido enfermó gravemente de diabetes y falleció. Milena cayó en una depresión que la acompañaría toda su vida. 
Después de la muerte de su primer marido comenzó a beber en exceso y desarrolló una grave adicción. Se mudó a Travacò Siccomario donde había encontrado trabajo. Allí conoció a Mario Fogli, que fue su segundo marido, que ocasionalmente trabajaba como camionero y también con problemas de alcoholismo, quien, al parecer, se manifestaba como una persona violenta, obsesiva y patológicamente celosa; hasta el punto de obligar a Quaglini a dejar su trabajo, pues estaba seguro de que, tarde o temprano, su esposa lo engañaría con algún compañero de trabajo. Ambos eran activistas de la Liga Norte. Quaglini tuvo dos hijas con él.
Cuando agentes judiciales se presentaron en su casa para una incautación de bienes debido a las deudas de su marido, ella no dudó en separarse de él y mudarse al Este, con las dos hijas menores. En el Véneto trabajó como conserje de un gimnasio.
Pero el dinero no le alcanzaba, así que encontró trabajo como cuidadora con un señor mayor, Giusto Dalla Pozza (83 años), quien le prestó 4 millones de liras y luego intentó aprovecharse de ella, en justificación del préstamo. El 25 de octubre de 1995 el anciano Dalla Pozza le dijo a Milena que podía devolverle 500000 liras al mes, o bien, pagarle en especie; es decir, ofrecerle sus favores íntimos en sustitución del dinero. Ella lo rechazó y él intentó violarla. En la lucha, Quaglini lo golpeó con la base de una lámpara en la cabeza. Quaglini salió de la casa mientras Della Pozza agonizaba y luego llamó a la ambulancia. Dalla Pozza aún estaba vivo cuando llegó la ambulancia. Murió diez días después. Milena no fue culpada de este asesinato, que presentó como una caída accidental hasta su confesión, tras la cual sería condenada a 20 meses de prisión por "autodefensa excesiva".

### Asesinato y confesión
Regresó así a la Lombardía, a Broni, para vivir de nuevo con Mario Fogli, el marido del que se había separado; sin embargo, las peleas comenzaron de nuevo y Milena volvió a beber y tomar antidepresivos: intentó suicidarse después de ingerir una dosis masiva de somníferos, cortándose las venas de ambas muñecas. El 2 de agosto de 1998, después de otra pelea porque Fogli había destruido un cuadro de Milena que representaba a su primer hijo, en un estado de fuerte borrachera mató a su esposo. Esperó a que se durmiera, acostó a las dos niñas, cortó la cinta de una persiana y se la envolvió alrededor del cuello, para asustarlo. El resultado fue una lucha cuando Fogli despertó e intentó en vano dominarla. Ella lo golpeó con un joyero y luego lo estranguló con la cuerda de la persiana. Después envolvió el cuerpo de su esposo en las mantas manchadas de sangre y luego lo enrolló en una alfombra y lo sacó al balcón. A las 4 de la tarde llamó a los Carabineros de Stradella diciendo que había matado a su marido. Los Carabineros la mantuvieron al teléfono y le pidieron la dirección, hablaron con las hijas y ellas certificaron la autenticidad de la declaración. Milena fue arrestada. Por este asesinato fue condenada a 6 años y 8 meses de prisión domiciliaria gracias a la reducción de la pena por enajenación mental. Milena fue enviada a una comunidad de recuperación para alcohólicos, pero después de unos meses recayó y fue expulsada. Luego la llevaron a una nueva comunidad, donde conoció a un ex carabinero llamado Salvatore que le ofreció hospitalidad, pero después de dos días trató de violarla.

### Última pareja
A través de un anuncio de contactos en la prensa conoció a Angelo Porrello (53), que había cumplido 6 años y medio de prisión por violencia sexual contra sus tres hijas. El 5 de octubre de 1999 Quaglini lo mató en su casa de Bascapè. Después de que él le dijera que se vistiera de manera provocativa y ella se negara, la abofeteó y la violentó dos veces. Antes de que lo hiciera por tercera vez, Quaglini lo convenció de que se tomara un café preparado por ella, en el que había disuelto 20 tabletas del tranquilizante que ella usaba. Porrello se durmió a los pocos segundos, Milena trasladó su cuerpo dormido a la bañera llena de agua y al cabo de unas horas regresó a su casa y lo encontró ahogado, con pérdida total del control de esfínteres y lleno de vómitos; cuando llegó la noche, trasladó el cuerpo al depósito de estiércol del jardín y lo tapó. Los fármacos encontrados en la casa y los rastros de ADN la llevaron a la confesión. Milena fue arrestada poco después en el auto de Porrello y regresó a la cárcel. El 20 de octubre, dos semanas después del asesinato, se descubrió el cadáver de Porrello en avanzado estado de descomposición.

### Condena y suicidio
Condenada a cumplir condena en la cárcel de Vigevano, tratando de superar la depresión retomó su pasión por la pintura, pero en plena crisis depresiva, se ahorcó en su celda con una sábana el 16 de octubre de 2001. Encontrada aún con vida por una agente penitenciaria a las 1:50, murió en la sala de emergencias del centro a las 2:15.

## En los medios audiovisuales
Se le dedicó un episodio al caso en La linea d'ombra con Massimo Picozzi en Rai 2, donde fue comparada con la asesina en serie estadounidense Aileen Wuornos, una prostituta que mató a siete clientes en Florida. En marzo de 2015, Sky Crime dedicó el primer episodio de Profondo nero con Carlo Lucarelli a la historia de Milena Quaglini. El 7 de abril de 2016, el cuarto episodio de la cuarta temporada de Black Stars de Rai 3 se dedicó al caso de Milena Quaglini.